# غانجام فانكاتاسوبيا
غانجام فانكاتاسوبيا (بالإنجليزية: G. Venkatasubbiah)‏‏ (23 أغسطس 1913 في ميسور - 19 أبريل 2021) معجمي، ولغوي، وكاتب للأطفال من الهند.